# Секель, Тибор
Ти́бор Се́кель (хорв. Tibor Sekelj, венг. Székely Tibor, Секей; 14 февраля 1912, Спишска-Собота — 20 сентября 1988, Суботица) — югославский (хорватский) журналист венгерско-еврейского происхождения, исследователь, писатель и юрист. Принимал участие в экспедициях по Южной Америке, Азии и Африке. Наряду с венгерским и хорватским языками он также говорил на немецком, испанском, английском, французском и эсперанто (в общей сложности пользовался 22 языками). Был членом «Академии эсперанто» и почётным членом Всемирной ассоциации эсперанто.

## Биография
Отец Тибора Секеля был ветеринаром и семья часто переезжала. Всего через несколько месяцев после рождения Тибора на территории современной Словакии они поселились в селе Ченей (территория современной Румынии), а после 1922 года в Кикинде (Сербия, Югославия). Там он окончил начальную школу, после чего семья переехала в Никшич (Никшић) в Черногории, где Тибор окончил гимназию. Уже в средней школе он увлёкся альпинизмом и пешком прошёл через всю Черногорию.
После этого Секель работал журналистом в Загребе и в 1939 году совершил путешествие в Аргентину для подготовки репортажа о югославских эмигрантах, по заданию загребской газеты «Hrvatski dnevnik» (1936-1941, орган Хорватской Крестьянской партии). В Буэнос-Айрес он прибыл из Риеки, на пароходе «Тереза», принадлежавшем компании «Косулич» (Cosulich). В итоге, Секель провёл в Южной Америке 15 лет, занимаясь журналистикой и исследованиями. В 1944 году он покорил Аконкагуа, самую высокую гору Западного и Южного полушарий.
В 1948—1949 годах занимался изучением малоисследованных районов в реликтовых лесах Бразилии. В этом путешествии он встретил каннибальское племя тупари, в котором прожил четыре месяца.
Параллельно с исследованиями, Секель занимался археологией и антропологией. В Гватемале он занялся изучением цивилизации майя) в Мексике и цивилизации инков в Перу. Опираясь на легенду, он обнаружил древний светлый город, построенный менее цивилизованными индейцами. Во время путешествия по Амазонке, используя ранее полученный опыт, Секель сумел пройти за Реку Смерти и сквозь территорию воинственного племени шавано, собрав много полезных географических сведений об этом регионе.
В 1954 году Секель вернулся в Югославию. Однако он по-прежнему много путешествовал. В марте 1962 года он отправился в годичное путешествие по Африке, в ходе которого совершил восхождение на Килиманджаро, самый высокий пик Африки. Также он посещал Азию (Индию, Китай и Непал в 1956-1957, Индию, Японию и Шри-Ланку в 1958-1960, Сибирь, Японию, Монголию в 1965-1966). Также посетил все европейские страны, кроме Албании и Исландии. В 1972 году вновь посещал СССР во время этнологического конгресса, был в Ленинграде и Узбекистане.
В течение своей жизни Секель занимался разными делами. Он был исследователем, писателем, археологом, живописцем, скульптором, режиссёром, журналистом. Он использовал два десятка языков, из которых на десяти говорил хорошо. С 1972 года жил в Суботице (Воеводина), где до конца своих дней работал директором музея.
В 1985 году Секель, представляя Всемирную ассоциации эсперанто и делегацию Югославии, внёс на голосование резолюцию об эсперанто, которая была единодушно принята Генеральной конференции ЮНЕСКО.
Его супругой была  Эржебет Секель.

## Произведения

### Описания путешествий
Произведения Тибора Секеля содержат интересные наблюдения за обычаями, искусством, этнографией и переведены на множество языков.
- Tempestad sobre el Aconcagua, роман об экспедиции на аргентинскую гору Аконкагуа, написан на испанском, Буэнос-Айрес: Ediciones Peuser, 1944, 274 стр.
  - Oluja na Aconcagui i godinu dana kasnije, сербско-хорватский перевод Иво Вечерина, Загреб 1955, 183 стр.
  - Burka na Aconcagui, чехословацкий перевод Эдуарда В. Тварожека, Мартин: Osveta, 1958, 149 стр. (= Hory a ľudia 5).
  - Tempesto super Akonkagvo, перевод на эсперанто Энио Хуго Гаррота, Белград: Сербская лига эсперанто, 1959, 227 стр.
- Por tierras de Indios, о проживании автора с индейцами в тропическом регионе Бразилии, в оригинале написано на испанском, 1946.
  - Durch Brasiliens Urwälder zu wilden Indianerstämmen, немецкий перевод Родольфа Симона, Цюрих: Orell Füssli, 1950, 210 стр.
  - Pralesmi Brazílie, чешский перевод Матильды В. Гусаровой, Мартин: Osveta, 1956, 161 стр. (= Svetom 9).
  - V dezeli Indijancev po brazilskih rekah gozdovih, словенский перевод Петера Ковацица, Марибор: Zalozba obzorja Maribor, 1966, 252 стр.
  - По стране индейцев, Перевод на эсперанто Эрнеста Зонненфельда, Мальмё: Издание общества эсперанто, 1970, 186 стр.
- Nepalo malfermas la pordon, (Непал открывает дверь), в оригинале написано на эсперанто, La Laguna: Regulo, 1959, 212 стр. (= Stafeto научно-популярная 2).
  - Nepla otvara vrata, сербский перевод Антония Секеля, Белград, 1959, 212 стр.
  - Window on Nepal, английский перевод Марджори Бултон, Лондон: Robert Hale], 1959, 190 стр.
  - Nepal odpira vrata, словенский перевод Бориса Грабнара, Любляна: Mladinska knjiga, 1960, 212 стр.
- Gxambo rafiki. La karavano de amikeco tra Afriko, (Джамбо рафики. Караван дружбы в Африке), в оригинале написано на эсперанто, Пиза: Edistudio, 1991, 173 стр., ISBN 88-7036-041-5.
  - Djambo rafiki. Pot karavane prijateljstva po Afriki, словенский перевод Тита Скерль-Сояра, Любляна: Mladinska knjiga, 1965, 184 стр.
- Ridu per Esperanto, (Смейся на эсперанто), Загреб 1973, 55 стр.(= Международная культурная служба 3).
- Premiitaj kaj aliaj noveloj, (Премированные, и другие новеллы), семь рассказов, в оригинале написанных на эсперанто, Загреб: Международная культурная служба, 1974, 52 стр.
- Kumeŭaŭa, la filo de la ĝangalo, (Кумеуауа, сын джунглей), детская книга о приключения среди индейских племён Бразилии, в оригинале написана на эсперанто.
  - 1-е издание Антверпен 1979 (= Stafeto художественная литература 42)
  - 2-е издание Роттердам: UEA, 1994, 94 стр.
  - Kumeuaua djungels son, шведский перевод Лейфа Норденсторма, Боден 1987, 68 стр.
  - Kumevava, az őserdő fia, венгерский перевод Иштвана Ертли, Будапешт, 1988.
  - Кумевава, син джунглів украинский перевод Надежды Гордиенко-Андрияновой, Київ, Веселка, 1989.
- Mondo de travivaĵoj, (Мир переживаний), автобиографический рассказ о пушетествиях и приключениях в экзотических странах на пяти континентах. Пиза: Edistudio, 1-е издание 1981, 2-е издание 1990, 284 стр., ISBN 88-7036-012-1.
- Neĝhomo, (Снежный человек), рассказ о переживаниях во время горных восхождений, с пояснениями на немецком языке, Вена: Pro Esperanto 1988, 20 стр.

- Kolektanto de ĉielarkoj, (Собиратель радуги), новеллы и поэмы, в оригинале написаны на эсперанто, Пиза: Edistudio, 1992, 117 стр., ISBN 88-7036-052-0.
- Temuĝino, la filo de la stepo, (Темуджин, сын степи), юношеский роман, в сербском переводе Терезы Каписты, Белград, 1993, 68 стр., ISBN 86-901073-4-7.

### Книги об эсперанто
- La importancia del idioma internacional en la educacion para un mundo mejor, Мехико: Мексиканская федерация эсперанто, 1953, 13 стр.
- The international language Esperanto, common language for Africa, common language for the world, перевод с эсперанто на английский язык выполнен Джоном Кристофером Уэллсом, Роттердам: UEA, 1962, 11 стр.
- Le problème linguistique au sein du mouvement des pays non alignés et la possibilité de la resoudre, Роттердам: UEA, 1981, 16 стр. (= Эсперанто-документы 10).
  - La lingva problemo de la Movado de Nealiancitaj Landoj — kaj ĝia ebla solvo, (Языковая проблема Движения неприсоединившихся стран — и её возможное решение), Роттердам: UEA, 1981, 12 стр. (= Эсперанто-документы 13).

### Учебники
- La trovita feliĉo, (Найденное счастье), новелла для чтения для последних курсов, Буэнос-Айрес: Progreso, 1945.
- kun Antonije Sekelj: Kurso de Esperanto, laux aŭdvida struktura metodo, (с Антонием Секелем: Курс эсперанто: акустико-визуальный структурный метод), 1960, 48 стр.
- kun Antonije Sekelj: Dopisni tečaj Esperanta, (с Антонием Секелем), Белград: Сербская лига эсперанто, 1960, 63 стр.

### Книги по этнографии
Путешествуя по Южной Америке, Африке, Азии, Австралии и Океании он сформировал богатую этнографическую коллекцию, и подарил её Этнографическому музею Загреба.
- Elpafu la sagon, (Пусти стрелу), из устной поэзии народов мира, Роттердам: UEA, 1983, 187 стр., ISBN 92-9017-025-5 (= Серия «Восток-Запад» 18), где он представляет переводы записей, собранных во время своих путешествий. Это произведение выделяется из числа обычных для движения эсперанто и на самом деле касается мировой культуры.

### Словарь
Тибор Секель сотрудничал с редакцией 20-язычного музеологического словаря Dictionarium Museologicum, который вышел в 1986 году. — ISBN 963-571-174-3